# Щербаков Володимир Іванович (письменник)
Володимир Іванович Щербаков (рос. Владимир Иванович Щербаков, 28 січня 1938, Москва — пом.8 квітня 2004, Москва) — радянський та російський письменник-фантаст, журналіст та редактор, автор неакадемічних досліджень у галузі древньої історії (особливо атлантології, походження етрусків та стародавніх скандинавських племен). Вважається одним із організаторів та ідейних лідерів розгрому радянської наукової фантастики у 60—70 роках ХХ століття.

## Біографія
Володимир Щербаков народився у 1938 році в Москві, а середню школу закінчив у селищі Мякіт на Далекому Сході. Після закінчення школи навчався на радіотехнічному факультеті Московського енергетичного інституту, після закінчення інституту працював у НДІ інженером, пізніше завідувачем лабораторії, спеціалізувався у галузі електронних систем і математичної лінгвістики. Захистив кандидатську дисертацію. у 1965 році закінчив філософський факультет Інституту марксизму-ленінізму.
Літературний дебют Володимира Щербакова відбувся у 1964 році, коли у збірнику «Фантастика-64» було надруковано два його оповідання — «Кратер» і «Повернення Сухарєва». Незабаром після публікації перших літературних творів Щербаков повністю перейшов до журналістської та письменницької діяльності, працюючи спочатку заступником головного редактора журналу «Техніка — молоді», а в 1978 році став завідувачем відділу фантастики у видавництві «Молода гвардія», змінивши на цій посаді іншого радянського письменника-фантаста Юрія Медведєва. У літературі Щербаков вважав себе учнем Леоніда Леонова, із яким він неодноразово зустрічався, та який дав йому рекомендацію до вступу в Спілку письменників СРСР, членом якої Щербаков став у 1981 році за рекомендацією саме Леонова. Володимир Щербаков є автором двох романів, «Сім стихій» та «Чаша бур», кількох повістей та близько 40 оповідань. Ранні оповідання письменника, зокрема, «Ми грались під твоїм вікном…», «Прямий доказ», «Сьогодні увечері», «Міст», «Червоні коні», «Відкрита планета», «Крилатий ранок», написані химерним «билинним» стилем. Частина літературознавців критикують романи Володимира Щербакова за сюжетний та ідейний сумбур, особливо роман «Чаша бур» за псевдоісторичні дослідження на тему походження етрусків від протослов'ян. Вважається, що саме Володимир Щербаков разом з Юрієм Медведєвим були ідейними натхненниками завершення розгрому радянської фантастики на рубежі 60—70 років ХХ століття, хоча, на думку братів Стругацьких, Щербаков частково зумів відновити випуск радянської фантастики у 70-х роках, а основним винуватцем розгрому радянської фантастики вони вважають саме Медведєва. Зі слів самого Щербакова, його часто записували у школу Єфремова, із чим він не згідний, хоча й ніколи цього не заперечував.
З кінця 80-х років ХХ століття Володимир Щербаков відійшов від фантастики, та зайнявся вивченням різноманітних аномальних явищ, у тому числі древніх цивілізацій, Атлантиди, етрусків, еліксиру безсмертя, що помітно вже зі стилю його другого роману «Чаша бур». У інтерв'ю сам Щербаков повідомляв, що й сам володіє екстрасенсорними здібностями. Ще в 1984 році за сценарій науково-популярного фільму «Невидиме життя лісу» про біополе, знятий на Київській кіностудії науково-популярних фільмів, йому була присуджена премія на XI Всесвітньому кінофестивалі «Екофільм-84» в Остраві. Тривалий час займався проблемою пошуків та датування загибелі Атлантиди, у своїх роботах датував її загибель по часу утворення гігантського кладовища мамутів у Сибіру на березі річки Берелех. У своїх літературних творах та інтерв'ю розвивав думку про те, що етруська мова є подібною до слов'янських мов, особливо до російської. (Ця теорія натепер не підтримана жодним із серйозних спеціалістів з етруської мови.) Зі слів Щербакова, під час археологічних розкопок на території сучасного Туркменістану він знайшов городище древнього міста Асгард, що було столицею древніх скандинавів, звідки вони пізніше переселилися на північ. Свої дослідження на тему пошуків прабатьківщини древніх скандинавів та хід археологічних розкопок Асгарда він описує у книзі «Асгард — місто богів», видану в 1991 році. Володимир Щербаков був членом-кореспондентом Міжнародної академії інформатизації, а з 1998 року був президентом Московського клубу таємниць.
Помер Володимир Щербаков 8 квітня 2004 року в Москві.

## Премії
- 1968 — премія Міжнародного конкурсу молодих письменників-фантастів соціалістичних країн у Варшаві (оповідання «Прямий доказ»);
- 1977 — почесний диплом та пам'ятна медаль Всесоюзного літературного конкурсу імені Миколи Островського за збірку «Червоні коні»;
- 1984 — спеціальний приз на Всесвітньому кінофестивалі «Екофільм-84» в Остраві за документальний фільм «Невидиме життя лісу»;
- 1986 — Лауреат премії Московського товариства за найкращу книгу про Москву і москвичів (повість про війну «Летючі зірниці»).

### Романи
- 1980 — «Семь стихий»
- 1985 — «Чаша бурь»

### Збірки
- 1976 — «Красные кони»
- 1985 — «Летучие зарницы»
- 1986 — «Болид над озером»
- 1988 — «Третий тайм»

### Повісті
- 1983 — «Тень в круге»
- 1985 — «Летучие зарницы»
- 1986 — «Далекая Атлантида»
- 1986 — «Золотой чертог Посейдона»
- 1987 — «Меч короля Артура»
- 1990 — «Шамбала светозарная»

### Документальні та наукові твори
- 1972 — «Алгоритмы скорости»
- 1989 — «Где жили герои эддических мифов?»
- 1990 — «Где искать Атлантиду?»
- 1990 — «Все об Атлантиде»
- 1991 — «Асгард — город Богов: История открытия» (біографічно-містично-фантастична із науковим додатком)
- 1993 — «Встречи с Богоматерью»
- 1995 — «Феномен параллельных миров»
- 1995 — «Века трояновы: Книга для учащихся старших классов»
- 1996 — «Тайны Эры Водолея»
- 2003 — «Атланты, боги и великаны»

### Переклади

#### Українською мовою
- 1984 — «Сім стихій»: Науково-фантастичний роман / Пер. з рос. Анатолія та Марії Таран; Худ. О. М. Коспи. — Київ, «Молодь».
- 1988 — «Простір Гільберта»: Науково-фантастичні оповідання / Пер. з рос. Миколи Омеляновича Дивака, Анатолія Макаровича Тарана, Олександра Костянтиновича Тесленка; Худ. Олег Олександрович Блащук. — Київ, «Веселка»

#### Сербською мовою
- 1999 — «Atlantida i Prasloveni» / Пер. Бранко Вукушича, «Pešić i sinovi» (Белград)
- 2004 — «Атланти: богови и льуди» / Пер. Владимира Карича, «Pešić i sinovi» (Белград)

## Фільмографія та екранізації
- 1984 — «Сім стихій» (режисер Геннадій Іванов)
- 1984 — «Невидиме життя лісу»